# Michèle Blöchliger
Michèle Viviane Blöchliger-Meyer (geboren am 21. Oktober 1967 in Basel; heimatberechtigt ebenda) ist eine Schweizer Politikerin (SVP) und Rechtsanwältin. Sie ist seit 2018 Regierungsrätin des Kantons Nidwalden.

## Leben
Michèle Blöchliger ist die Tochter eines Schweizers und einer Britin. Sie ging in Riehen und Wiesbaden zur Schule. Das Gymnasium besuchte sie in Wiesbaden und Basel. 1986 machte sie in Basel die Matur. Von 1986 bis 1991 studierte sie Rechtswissenschaften an der Universität Basel und schloss mit dem Lizentiat beider Rechte ab. Von 1992 bis 1994 absolvierte sie Rechtspraktika bei Gerichten, in der Verwaltung und in einer Anwaltskanzlei. Seit 1995 ist sie im Besitz des Anwaltspatents des Kantons Nidwalden.
Sie arbeitete von 1995 bis 1996 bei einer Anwaltskanzlei in Zürich, danach in verschiedenen Funktionen im Bankensektor. Von 2013 bis 2016 war sie Geschäftsführerin eines KMU-Unternehmens im Kanton Zug. Von 2016 bis 2018 arbeitete sie als Business Coach bei einer Anwaltskanzlei in Rotkreuz.
Blöchliger ist verheiratet und hat drei Kinder. Sie wohnt in Hergiswil.

## Politik
Blöchliger ist Gründungspräsidentin der SVP Nidwalden und war von 1999 bis 2005 die erste Kantonalpräsidentin. Sie war von 2002 bis 2018 Mitglied des Nidwaldner Landrats, den sie im Amtsjahr 2017/2018 präsidierte. Zum 1. Juli 2018 wurde sie in den Nidwaldner Regierungsrat gewählt und übernahm dort die Gesundheits- und Sozialdirektion, welche sie bis zum 30. Juni 2022 führte. Seit dem 1. Juli 2022 ist Blöchliger Vorsteherin der Finanzdirektion. Am 17. Oktober 2022 gab Blöchliger bekannt, dass sie für den Bundesrat als Nachfolgerin von Ueli Maurer kandidieren möchte. Die Fraktion der SVP hat ihre Kandidatur bei der Beschlussfassung über ihren Wahlvorschlag an die Vereinigte Bundesversammlung nicht berücksichtigt.

## Britische Staatsbürgerschaft
Bei der Medienkonferenz der SVP Nidwalden am 17. Oktober 2022 stellte sich Blöchliger als Kandidatin für den Bundesrat vor. Dabei erklärte sie, dass sie keinen britischen Pass besitze und die Angaben in Wikipedia nicht zutreffend seien. Zu diesem Zeitpunkt stand in dem Wikipedia-Artikel über sie, dass sie die Schweizer und die britische Staatsbürgerschaft besitze, so wie es auch auf ihrer privaten Website mit Stand vom 28. November 2021 stand. Diese Diskrepanz wurde im Anschluss von der Schweizer Presse thematisiert. In der Folge klärte Blöchliger darüber auf, dass sie schweizerisch-britische Doppelbürgerin sei, aber nun formell auf ihre britische Staatsbürgerschaft verzichten werde, und entschuldigte sich bei der Wikipedia.